# ميغيل مورا بوراس
ميغيل مورا بوراس (بالإسبانية: Miguel Mora Porras)‏ (و. 1816 – 1887 م) هو سياسي من كوستاريكا ولد في سان خوسيه، كوستاريكا.